# Monkodonja
Monkodonja je gradina, arheološko nalazište 5 km istočno od Rovinja, nasuprot zaseoka Kokuletovice. Jedna je od 350 gradina na području cijele Istre, koliko govore današnje procjene. Zbog veličine, starine i važnosti arheolozi ju nazivaju istarskom Mikenom.

## Položaj
Od Kokuletovice prema Monkodonji prolaze biciklističke staze Vistrum i Rubinum. Monkodonja je na uzvisini okruženoj plodnim područjem koje se proteže u duljini od 2,5 km sve do mora, i brežuljku na 81 m nadmorske visine, oblika nepravilne elipse izdužene u smjeru istok–zapad, veličine 160 m × 250 m.

## Povijest
Ondje su prvi put u Istri pronađeni ulomci posuda mikenske (brončanodobne) starosti. Monkodonja je bila važna točka u komunikacijama sjevernoga Jadrana sa srednjom Europom i s egejskim područjem. Život na uzvisini Monkodonji trajao je približno 1800. pr. Kr. – 1200. pr. Kr.
Otkrili su ju 1953. godine hrvatski arheolozi Boris Baćić i Branko Marušić. Prvo istraživanje provedeno je 1953. – 1955., a od 1997. vode se suvremena multidisciplinarna međunarodna istraživanja (Arheološki muzej u Puli, Zavičajni muzej grada Rovinja, Freie Universität Berlin). 
Istraživanja se vode kontinuirano, na kojima je sudjelovalo nekoliko desetaka profesora, arheologa i studenata arheologije iz Berlina, Ljubljane, Pule i Rovinja. 2008. godine pronađeni su tragovi naselja iz ranog brončanog doba, iz razdoblja od 18. do 12. stoljeća prije Krista.
Završavanjem istraživačkih i restauratorskih radova nalazište se priprema da postane arheološki park. Za tu svrhu se uklanja raslinje, siječe grmlje, kosi travu i čisti okoliš.

## Izgled
Naselje je bilo okruženo trima koncentričnima zidinama s dosad istraženim dvama ulazima (tzv. zapadnim i sjevernim). Nedaleko od puta do sjevernih vrata nalazi se jama duboka 50 m. Obrambeni zid koji je okruživao naselje bio je dugačak oko 1 km, oko 3 m širok, a najmanje 3 m visok. Izgrađen je slaganjem kamena u tehnici suhozida. Kamen se vadio na uzvisini, a njegovim skidanjem dobivala se korisna površina. Približno 1000 ljudi živjelo je u dobro organiziranom naselju: na najvišem dijelu bila je akropola, ispod nje gornji grad, a još niže donji grad. Akropola, gdje je živio viši sloj zajednice, imala je gotovo pravokutno zamišljen prostor. U drugim dijelovima naselja nalazio se obrtnički prostor. Kuće su se razlikovale položajem, veličinom i načinom gradnje, a bile su odvojene prolazima i ulicama. Svaka je imala ognjište, a mnogobrojni ulomci keramičkih lonaca potječu iz lokalnih radionica, ali su posude stizale i iz dalekih krajeva istočnoga Sredozemlja. Gradina je bila strateški postavljena. S nje se nadzirao rovinjski zaljev na koji se pruža sjajan pogled. Naselje danas ima tridesetak registriranih tumula.
Na drugoj obližnjoj ranobrončanodobnoj lokaciji Mušegu nađeni su grobovi. To su posmrtnim ostatcima pokriveni tumulima odnosno brežuljcima. U sredini svakog brežuljka pronađene su kamene škrinje. Škrinje su bile pažljivo izgrađene klesanim i složenim pločama. Premda su poklopne ploče nastradale su u pljačkama, nešto je nakita preostalo. Arheolozi su našli dijelove brončanog nakita. Istraživači smatraju da se društvena elita iz Monkodonje pokapala na Mušegu. Mnogi kružni tumuli su zbog zuba vremena ili degradacijom prerasli u gromače.

## Vanjske poveznice
- Monkodonja Hrvatska tehnička enciklopedija, portal hrvatske tehničke baštine. LZMK